# مارك كوستيلو (سياسي)
مارك كوستيلو (بالإنجليزية: Mark Costello) هو سياسي أمريكي، ولد في 10 نوفمبر 1955 في الولايات المتحدة، وتوفي في 23 أغسطس 2015 في نفس البلد. حزبياً، نشط في الحزب الجمهوري.